# Guru Arjan
Guru Arjan Dev Ji (Goindwal, 15 aprile 1563 – Lahore, 30 maggio 1606) è stato un guru indiano, quinto dei dieci guru sikh, successore del Guru Ram Das.

## Biografia
Guru Arjan Dev (Lingua punjabi ਗੁਰੂ ਅਰਜੁਨ ਦੇਵ Gurū Arjan) nacque a Goindwal nella regione del Punjab, indiano il 15 aprile 1563 e morì il 30 maggio 1606 a Lahore.
Seguendo il volere del suo predecessore (e padre) Guru Ram Das, Guru Arjun assunse il ruolo di Guru sikh il 1º settembre 1581. Guru Arjan è stato il primo Guru del sikhismo ad essere nato sikh.
Il suo lavoro principale è stata la prima raccolta di testi di riferimento spirituale dei sikh, l'Adi Granth, opera che venne completata nel 1604 ed è diventato il Libro Sacro. Egli stesso è l'autore di molti inni del Guru Granth Sahib, tra cui la preghiera: Sukhmani (letteralmente «Pace dello spirito»). Questo lavoro venne fatto per unire i vari gruppi dei credenti e per stabilire una versione chiara ed ufficiale dei testi dei Guru precedenti.
Ad Amritsar, città fondata dal Guru Ram Das, Guru Arjan iniziò la costruzione dell'Harimandir Sahib, il Tempio d'Oro, e rese la città un luogo centrale per l'intera comunità Sikh.
Incarcerato nel 1606, per ordine dell'imperatore Jahangir, con l'accusa di aver complottato contro il nuovo imperatore, morì sotto le torture senza cedere; divenendo così il primo Martire sikh: il protomartire del sikhismo.
Poco prima di morire, aveva nominato il proprio figlio Guru Har Gobind, come suo successore.